# Beretta BM 59
La Beretta BM 59 és un fusell italià, basat en el fusell M1 Garand, però calibrada en 7,62 × 51 mm OTAN, i modificada perquè utilitzés carregadors externs. Versions posteriors van incorporar característiques de fusells posteriors.

## Dessenvolupament
Després de la Segona Guerra Mundial, Itàlia va adoptar el disseny del fusell M1 Garand calibrada en .30-06 Springfield (7.62×63mm) i també produïda sota llicència. Aquest fusell semiautomàtic va ser provat durant la Segona Guerra Mundial, i en la dècada de 1950, van ser considerats obsolets i l'Exèrcit Italià volia un nou tipus de munició i fusell, calibrat en la munició estàndard de l'OTAN, el 7,62x51 mm.
Per a arribar a les peticions demandades, Beretta va dissenyar el BM 59, com una còpia del M1 Garand, amb carregadors de 20 bales, bípede i apagaflames, llançagranades i supressor. El BM 59 és capaç de foc sel·lectiu.
El BM 59 va ser adoptat 1959 i va servir en les forces italianes, argentines, indonèsies i marroquines. A principi de la dècada de 1980, versions semiautomàtiques van ser importades als EUA per a ser venuts a col·lectors privats. Les primeres versions dels BM 59 van ser produïdes a partir de peces de les M1 Garand, fins i tot els canons recalibrats.
En 1990, el BM 59 va ser reemplaçat del servei italià per els fusells d'assalt Beretta AR70/90, a pesar de que alguns segueixen en servei en la Marina Italiana.

## Variants
El BM 59 disposa de diverses variants militars i civils, que inclouen les següents variants:

### Militars
- BM 59 Mark I: disposen d'una culata de fusta, amb una semi empunyadura de pistola.
- BM 59 Mark II: disposen d'una culata de fusta, amb una empunyadura de pistola, per a poder controlar millor l'arma en foc automàtic.
- BM 59 Mark III: o a Itàlia TA (que significa Truppe Alpine, Tropes Alpines), era una variant amb una empunyadura de pistola i culata metàl·lica retractable, que va ser dissenyada per a ser utilitzades per les tropes de muntanya la BM 59 Para era molt similar a la BM 59 TA, però aquella era dissenyada per als paracaigudistes. Estava equipada amb un canó més curt i u apaga flames.
- BM 59 Mark IV: disposen d'un canó més pesant amb una culata de plàstic, i era utilitzada com una metralladora d'esquadra lleugera.

### Civil
Els fusells civils BM62 i 69 són fusells esportius civils, sense llançagranades ni mires telescòpiques. Existien les següents versions:
- BM62: Fusell semiautomàtic calibrat en .308 Winchester (no 7,62×51mm OTAN), disposava de carregadors de 20 bales, apagaflames civils (sense baionetes, llançagranades ni tricompensador.[4] Les armes operades per un compensador de gas o cilindre de gas, són molt difícils de trobar amb bípode.[3]
- BM69: Fusell semiautomàtic amb bípede i tri-compensador.[3]

## Galleria

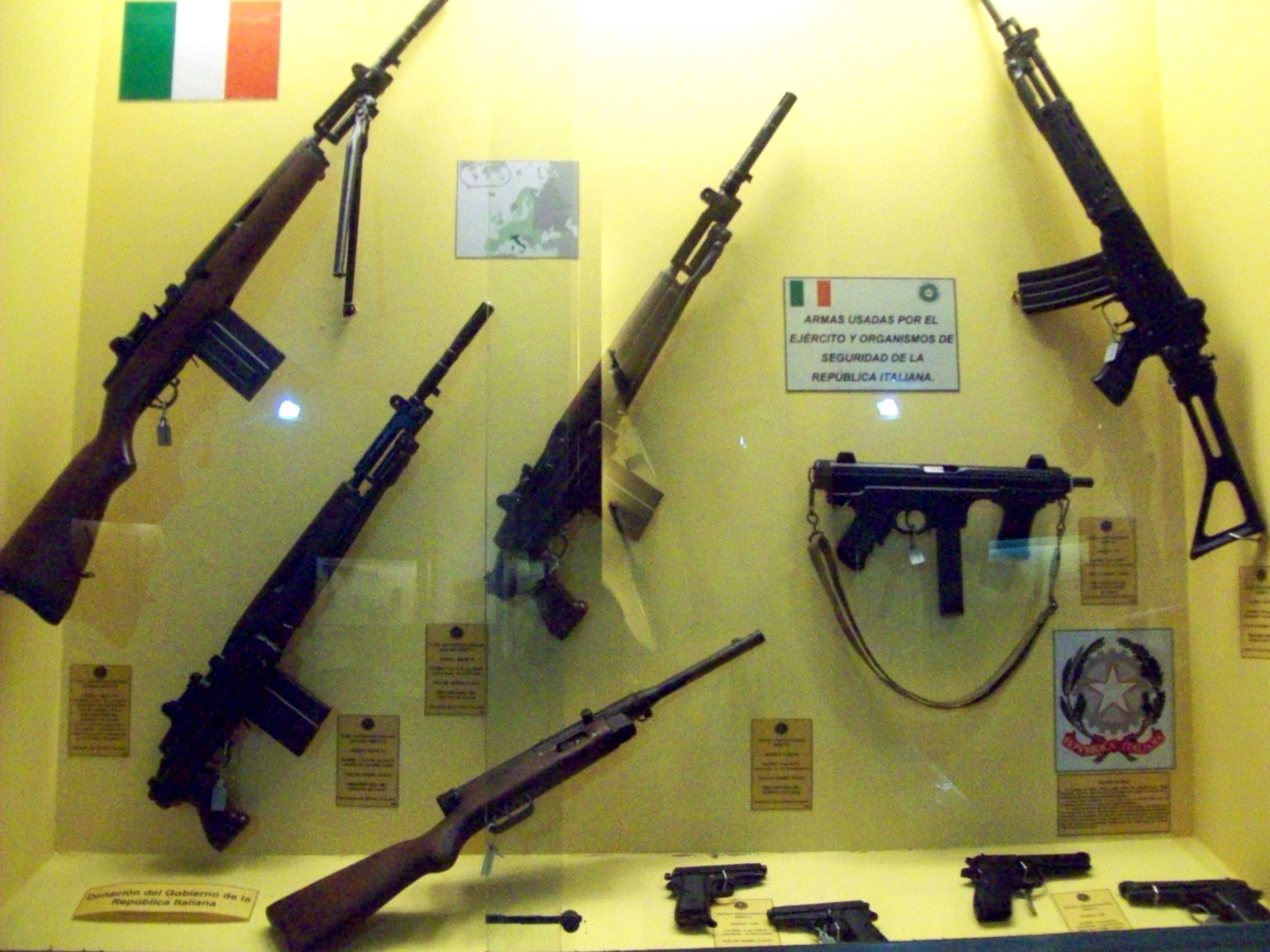
Un BM 59 al Museo de Armas de la Nación
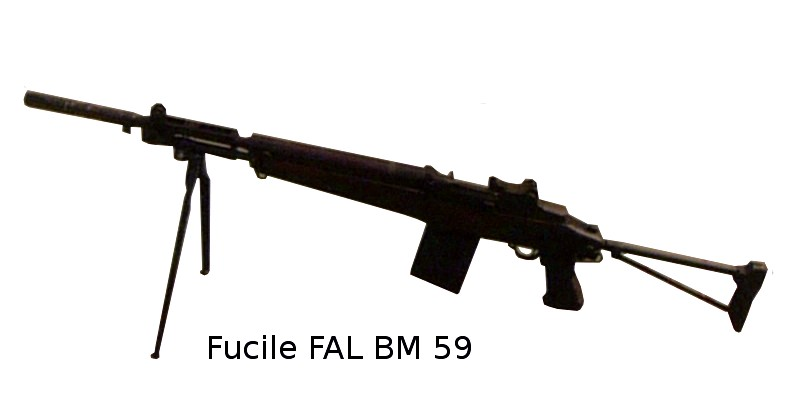
Un BM 59

## Usuaris
- Algèria[5]
- Argentina: Utilitzat en la Guerra de les Malvines.[3]
- Bahrain[5]
- Eritrea[5]
- Etiòpia[5]
- Itàlia[5]
- Indonèsia: Sota llicència a Pindad, a la Fàbrica d'Armes de Bandung, com a SP-1.[3]
- Líbia[5]
- Marroc[5]
- Nigèria: Sota llicència de la Corporació Indústries de Defensa.[6]
- San Marino
- Somàlia[7]